# Ga Seoul Grand Park
Ga Seoul Grand Park là ga trên tuyến 4 của mạng lưới Tàu điện ngầm Seoul.
Một chuyến xe buýt đưa đón từ nhà ga đến Bảo tàng nghệ thuật hiện đại Seoul và lối vào phía trên của Seoul Grand Park.

## Bố trí ga
| ↑ Công viên trường đua ngựa Seoul |
| \| ２                             |
| Gwacheon ↓                        |

| １ | ● Tuyến 4 | ← Hướng đi Jinjeop |
| ２ | ● Tuyến 4 | → Hướng đi Oido →  |